# Waterloopkundig Laboratorium De Voorst
Het Waterloopkundig Laboratorium De Voorst was een nevenvestiging in de Noordoostpolder van het Waterloopkundig Laboratorium. Van 1952 tot 1995 werden in de buitenlucht en later in hallen met 35 grote schaalmodellen van zeearmen en havens, zoals van de Deltawerken en de haven van Lagos proeven gedaan om de invloed van waterbouwkundige werken op de loop van het water te kunnen voorspellen.
De Voorst werd aangelegd in het net aangelegde Voorsterbos. Dit bos was aangelegd op keileem, een niet waterdoorlatende grondsoort. Daarbij kwam dat het bos ca. 5 meter lager ligt dan het peil van het Vollenhovermeer waardoor het eenvoudig was om waterlopen na te bootsen: men groef sloten en kanalen om het water naar de modellen te leiden en met behulp van schuiven werd de aanvoer ervan geregeld. De afvoer verloopt via de Zwolsevaart, waarvan het peil weer twee meter lager ligt.

Experimenten in de buitenlucht werden in de loop der tijd vervangen door opstellingen in grote loodsen waar de klimatologische omstandigheden beter beheersbaar waren. De Deltagoot functioneerde nog tot 2015. Het gebied is sinds 2016 een rijksmonument en opengesteld als Waterloopbos.